# Doudeauville (Senna Marittima)
Doudeauville è un comune francese di 96 abitanti situato nel dipartimento della Senna Marittima nella regione della Normandia.

## Società

### Evoluzione demografica
Abitanti censiti